# Tô Solto na Night
"Tô Solto na Night" é uma canção do cantor sertanejo brasileiro Gusttavo Lima, lançada no dia 17 de janeiro de 2014, sendo o terceiro single do álbum Do Outro Lado da Moeda.

## Apresentações ao vivo
No dia 19 de janeiro, a partir do meio-dia, o cantor e compositor Gusttavo Lima foi o convidado especial de Celso Portiolli no programa Domingo Legal, exibido pelo SBT. Pela primeira vez na televisão, o artista apresentou "Solto na Night", sua nova música de trabalho que estava sendo lançada no dia 17 de janeiro no canal oficial do YouTube do artista, no iTunes e nas rádios de todo o Brasil. 
| “ | "Fazer este lançamento no Domingo Legal vai ser bom demais! Essa música promete. Ela tem tudo a ver com o verão, um ritmo dançante bem contagiante. Acredito que a galera vai curtir bastante". | ” |

 No dia 18 de maio, o cantor apresenta a canção no programa Esquenta, exibida pela Rede Globo, juntamente com os sucessos "Diz Pra Mim" e "Fui Fiel", e ainda a canção "Borbulhas de Amor", clássico da música brasileira na voz do cantor Fagner.

## Vídeo e música
Foi lançado no dia 17 de janeiro o lyric video do novo single de Gusttavo Lima, "Tô Solto Na Night". Segundo o cantor, a música é ideal para o clima da atual estação. "Essa é uma música dançante, pra cima, que tem uma letra marcante. Ela tem tudo a ver com balada, com verão", diz.

## Lista de Faixas
| Download digital no iTunes |                     |         |  |
| N.º                        | Título              | Duração |  |
| 1.                         | "Tô Solto na Night" | 2:59    |  |

## Desempenho nas paradas
| Paradas (2014)                            | Melhor posição |
| ----------------------------------------- | -------------- |
| Brasil (Billboard Brasil Hot 100 Airplay) | 3              |